# عملات ما بعد الموريان

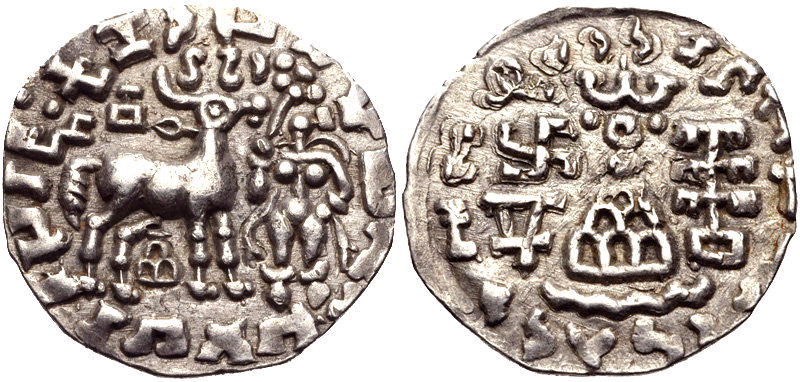
عملة فضية مصبوبة من عهد الكونيندا ، تعود إلى القرن الأول قبل الميلاد. اتبعت هذه العملات النموذج الهندو يوناني.

تدل عملة ما بعد موريان إلى فترة إنتاج العملات في الهند وذلك بعد تفكك إمبراطورية موريا (321-185 قبل الميلاد).
لقد انتهت السلطة الماورية المركزية أثناء الانقلاب الذي حدث في عام 185 قبل الميلاد مما أدى إلى تأسيس إمبراطورية شونجا. ثم انقسمت إمبراطورية موريا الشاسعة والمركزية إلى العديد من الكيانات السياسية الجديدة. وفي الشرق استفادت إمبراطورية شونجا التي تشكلت حديثًا من الصناعات التي أُنشئت مسبقًا في باتاليبوترا.
استقر ملوك يونا الذين كانوا في السابق جزءًا من إمبراطورية موريا أو متحالفين معها في نهر السند وشكلوا ممالك هندية يونانية جلبت ممارسات سك العملات الجديدة. استخدمت هذه التقنيات من قبل الممالك الهندية السكيثية والإمبراطورية الكوشانية.
وفي الجنوب ظهرت إمبراطورية ساتافاهانا وكل منها بعملتها الخاصة. كما تفككت العملة الموحدة التي كانت تتكون من عملات معدنية تحمل علامات الثقب. وفي الشمال الغربي تشكلت عدة كيانات مستقلة صغيرة بدأت في سك عملاتها الخاصة.

## التكنولوجياال

### عملات معدنية عليها علامات الثقب

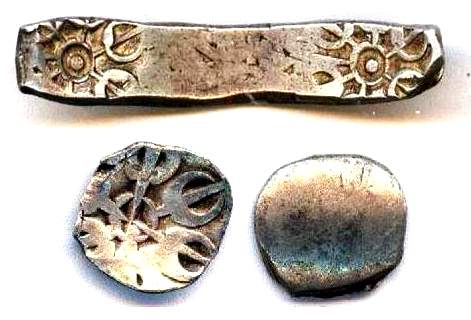
عملات غاندارا جانابادا المبكرة: AR شاتامانا وثمن شاتامانا(دائري)، منطقة تاكسيلا-غاندهارا، ج. 600-300 قبل الميلاد

وقد رافقت هذه التغيرات السياسية تغيرات تكنولوجية في تقنيات إنتاج العملات. قبل انهيار إمبراطورية موريا كان النوع الرئيسي من العملات هو العملات المثقوبة. بعد تصنيع صفائح الفضة أو سبائك الفضة تقطع العملات المعدنية إلى الوزن المناسب ثم يقوموا بطبعتها باستخدام قوالب صغيرة. وعادةً ما يمكن طبع ما بين 5 إلى 10 قوالب لكمة على عملة واحدة. استمر استخدام العملات المعدنية ذات العلامات المثقوبة لمدة ثلاثة قرون أخرى في الجنوب، ولكنها اختفت في الشمال لصالح إنتاج العملات المعدنية المصبوبة.

### العملات معدنية مصبوبة بالقالب
استبدال أنواع العملات المعدنية عند سقوط إمبراطورية موريا بالعملات المعدنية المصبوبة والمضروبة. حيث كانت تصب كل عملة على حدة أولاً عن طريق سكب معدن منصهر -عادةً النحاس أو الفضة- في تجويف مكون من قالبين. وقد كانت هذه العملات تُضرب عادةً وهي لا تزال ساخنة -أولاً على جانب واحد فقط- ثم على الجانبين في فترة لاحقة. تعتبر أدوات العملة المعدنية هندية ولكن يُعتقد أن تقنية العملة المعدنية هذه قاموا بتقدمها الغرب، ربما من مملكة اليونان البخترية المجاورة.

## العملات المعدنية الشمالية الغربية المصبوبة

### العملات معدنية أحادية القالب
أقدم العملات المعدنية هي تلك التي قاموا بصبها على جانب واحد فقط بينما بقي الجانب الآخر فارغًا. يبدو أنهم بدأوا في وقت مبكر من عام 220 قبل الميلاد أي في العقود الأخيرة من إمبراطورية موريا. أنشئت بعض هذه العملات قبل الغزوات الهندية اليونانية (يرجع تاريخها إلى حوالي عام 185 قبل الميلاد بداية عصر يافانا) في حين قاموا بإنشاء معظم العملات الأخرى في وقت لاحق. تتضمن هذه العملات المعدنية عددًا من الرموز، بطريقة تذكرنا كثيرًا بالعملات المعدنية المثقوبة السابقة، إلا أن التكنولوجيا المستخدمة هذه المرة كانت عبارة عن عملة معدنية مصبوبة بقالب واحد.

#### العملات معدنية أحادية القالب (220-185 قبل الميلاد)
| العملات المعدنية أحادية القالب قبل الغزوات الهندية اليونانية (220-185 قبل الميلاد) |
| - عملة تاكسيلا المحلية أحادية القالب. رمز العمود والتل المقوس (٢٢٠-١٨٥ قبل الميلاد). - عملة تاكسيلا المحلية ذات القالب الواحد. كومة من الحجارة، تل، نهر، وصليب معقوف (٢٢٠-١٨٥ قبل الميلاد). - عملة تاكسيلا أحادية الصباغة. كومة من الحجارة، تل، نهر، ورموز مجهولة (٢٢٠-١٨٥ قبل الميلاد). - عملة محلية من قالب واحد في تاكسيلا (220-185 قبل الميلاد) |

#### العملات معدنية أحادية القالب بعد الغزوات اليونانية البخترية (185 قبل الميلاد)
عام 185 قبل الميلاد هو التاريخ التقريبي لغزو اليونانيين البكتريين للهند. يمثل هذا التاريخ تطوراً في تصميم العملات المعدنية المصبوبة ذات القالب الواحد، حيث تقدم الآلهة والحيوانات الواقعية. وفي الوقت نفسه تطورت تكنولوجيا سك العملة أيضًا، حيث بدأت العملات المعدنية ذات القالب المزدوج (المنقوشة على كلا الجانبين، الوجه والظهر) في الظهور. أظهرت الحفريات الأثرية للعملات المعدنية أن هذه العملات، فضلاً عن العملات المعدنية الجديدة ذات القالب المزدوج، كانت معاصرة لعملات الهندو-يونانيين.
| سك العملات المعدنية ذات القالب الواحد بعد الغزوات الهندية اليونانية (185 قبل الميلاد) |
| - عملة تاكسيلا مع تلة وشجرة في سياج (185-168 قبل الميلاد) - عملة تاكسيلا أحادية القالب تحمل رمز لاكشمي والتل المقوس (185-160 قبل الميلاد) - عملة تاكسيلا ذات القالب الواحد تحمل رمز الثور والتل المقوس (185-168 قبل الميلاد) - عملة تاكسيلا (185-168 قبل الميلاد) - عملة تاكسيلا - عملة تاكسيلا |

### العملات معدنية مزدوجة القالب (185 قبل الميلاد فصاعدًا)

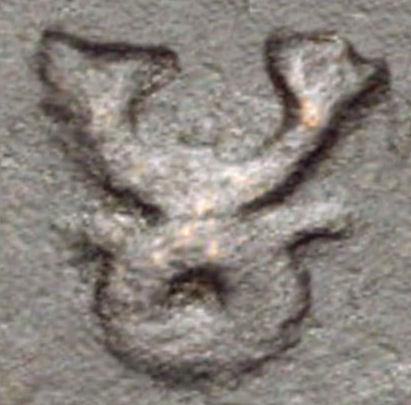
رمز تريراتنا على عملة تاكسيلا، 185-168 قبل الميلاد (تفاصيل)

تدريجيا، بعد عام 185 قبل الميلاد والغزو اليوناني، صبت العملات المعدنية على كلا الجانبين. هذه العملات المعدنية مجهولة الهوية بوجه عام، ويمكن أن تحمل أساطير براهمي أو خاروشتي . تتمتع هذه العملات المعدنية بأنواع محددة للغاية، وتعتمد بطريقة أساسية على المنطقة التي سكت فيها. العملات المعدنية التي تحمل شعار الأسد معروفة بصفة رئيسية من تاكسيلا، في حين أن العملات المعدنية التي تحمل رموزًا أخرى مثل الصليب المعقوف أو شجرة بودي تُنسب إلى منطقة غاندهارا . سكت هذه العملات المعدنية أثناء حكم الملوك الهنود اليونانيين بانتاليون وأغاثوكليس في منطقة غاندهارا ، وهي بصفة عام معاصرة لعملات الحكام الهنود اليونانيين.

#### التصاميم الرئيسية
| التصاميم الرئيسية |
| - عملة تاكسيلا بعجلة ورموز بوذية (185-160 قبل الميلاد) - عملة تاكسيلا عليها صورة فيل وأسد (185-168 قبل الميلاد) - عملة تاكسيلا، فيل برمز التل المقوس (185-168 قبل الميلاد) - عملة تاكسيلا (حوالي 180 قبل الميلاد) - عملة تاكسيلا، عليها تلة وصليب فارغ وسعف النخيل (180-160 قبل الميلاد) |

وفي وقت لاحق، عُرفت صور الحدباء أو الفيلة في أيوديا وكوسامبي وبانشالا وماثورا. عادةً ما تحتوي عملات أيوديا على ثور محدب على ظهرها، بينما تعرض عملات كاوسامبي شجرة مع سياج.

## العملات الهندية القياسية لليونانيين (185 قبل الميلاد فصاعدًا)
قالب:Historic Indian currency and coinageوبعد غزوهم لشبه القارة الهندية حوالي عام 185 قبل الميلاد بدأ الإغريق الهنود بدورهم في سك عملاتهم الخاصة وفقًا للمعيار الهندي -الوزن الهندي والشكل المربع ونادرًا الشكل الدائري- مع نقوش ثنائية اللغة منذ عهد أغاثوكليس (190-180 قبل الميلاد).

### الرمزية
بالإضافة إلى عملاتهم المعدنية الأتيكية الخاصة بهم بدأ الملوك اليونانيون في إصدار عملات معدنية ثنائية اللغة باليونانية والبراكريتية وفقًا للمعيار الهندي. غالبًا في البداية ما استولوا على العديد من رموز عملات غاندهارا ما بعد موريا مثل رمز التل المقوس والشجرة في السور أو الإلهة لاكشمي وثم استخدموا تصوير الثور والفيل في وقت لاحق.

### الأساطير
تستخدم العديد من العملات المعدنية للملك أغاثوكليس أسطورة خاروشتي أكاثوكرياسا "أغاثوكليس" على الوجه وهيراناسامي على الوجه الآخر (مثل واحدة من هيراناسامي العملات المعدنية المعروفة لتاكسيلا أعلاه). كما تعني كلمة "الملجأ الذهبي" وهي منطقة في تاكسيلا (التفسير المفضل) أو إذا قُرئت "هيتاجاسامي" فإنها تعني "صاحب الشهرة الطيبة"، وهي ترجمة مباشرة لكلمة "أغاثوكليس".
1. 1 2

قالب:Historic Indian currency and coinage

### التطبيع

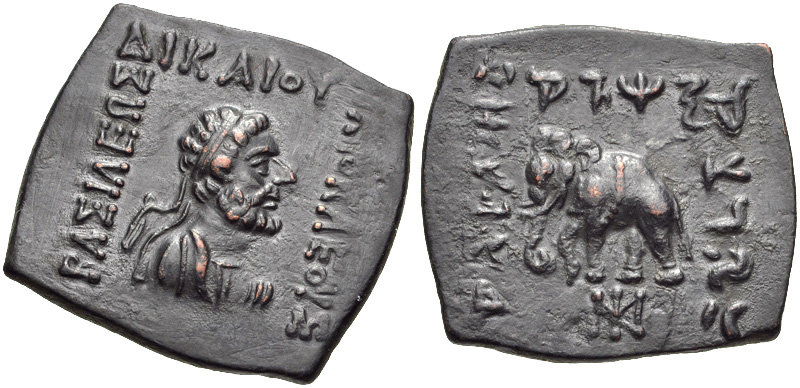
عملة برونزية لهيليوكليس الثاني (95-80 قبل الميلاد)
الوجه: تمثال نصفي للملك المتوج. الأسطورة اليونانية: باسيليوس ديكايوس هيليوكليوس "الملك هيليوكليس العادل"
القس: ترجمة خاروشتي (الهندية)، فيل يحمل إكليل النصر.

وفي وقت لاحق بدءًا من النصف الثاني من عهد أبولودوتوس الأول (حكم من عام 180 إلى 160 قبل الميلاد) أصبحت الأساطير موحدة مع اسم الملك والصفة باللغة اليونانية فقط على الوجه الأمامي وخاروشتي براكريت على الوجه الخلفي. سيصبح استخدام الرموز الهندية أكثر تحفظًا ويقتصر عمومًا على رسم الفيل وثور الزيبو. هناك استثناءان رئيسيان على أية حال: استخدم ميناندر الأول وميناندر الثاني عجلة القانون الهندية على بعض عملاتهما المعدنية -مما يشير إلى انتمائهما إلى البوذية- وهو ما وصف أيضًا في المصادر الأدبية.
ومع ذلك فإن استخدام ثنائية اللغة سوف يستمر. ففي البداية كان موجودًا جنبًا إلى جنب مع العملات المعدنية القياسية الأتيكية ثم أصبح حصريًا في وقت لاحق. بل وحتى أن آخر ملوك الهندو-يونان ذهبوا إلى حد إصدار بعض العملات المعدنية المكتوبة باللغة البراكريتية فقط. حيث ستستمر فترة سك العملة الهندية اليونانية في شمال غرب الهند حتى بداية عصرنا هذا .

## سك العملات المعدنية للقبائل الشمالية الغربية

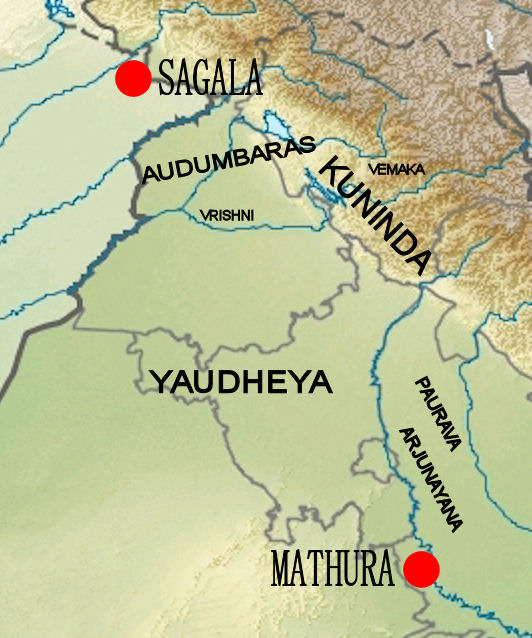
موقع فيماكاس بالنسبة للمجموعات الأخرى: أودومباراس و كونيداس و فريشنيس و ياودياس و بورافاس و أرجونايانا.

مع تأثير الهنود الإغريق في الشمال الغربي بدأت القبائل الهندية المحلية في سك عملاتها المعدنية الخاصة غالبًا بأسلوب يذكرنا بالهنود الإغريق. كانت العملات الفضية لهذه القبائل تتبع طريقة خاصة الهيميدراكم الهندو-يوناني بالإضافة إلى التصميم العام للعملات المعدنية (الأساطير المستديرة المحيطة بالشخصيات المركزية). بدأت عملية سك العملة في القرن الثاني قبل الميلاد وزادت في القرن الأول مع تراجع القوة الهندية اليونانية في المنطقة. كانت القبائل الأكثر أهمية في هذا الصدد في القرن الثاني هي: أجرياس وراجينياس وسيبيس ويودهياس وكسودراكاس. في القرن الأول قبل الميلاد كانوا أودومباراس وكونيندا وفريشني وراجانياس وفيماكاس . في القرن الأول الميلادي، الملافاس والكالوتاس.
كما أصدر حكام ماثورا في القرن الأول قبل الميلاد -والمعروفين باسم سلالة ميترا- بعض العملات المعدنية المهمة.

### سك العملات في عهد الكونيندا (القرن الأول قبل الميلاد)

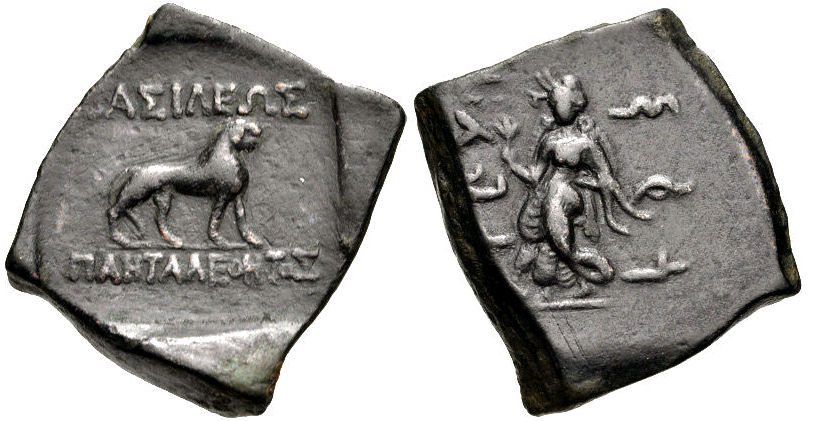
عملة بانتاليون مع امرأة راقصة ( لاكشمي ؟) وأسد
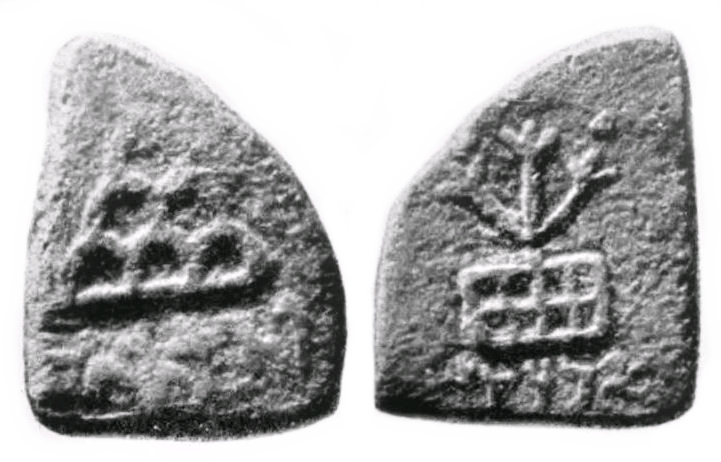
عملة أغاثوكليس . رمز التل ذي الستة أقواس، يعلوه نجمة، وأسطورة خاروشتي " أكاثيوكرياسا " " أغاثوكليس ". شجرة في سياج، وأسطورة هيراناسامي .
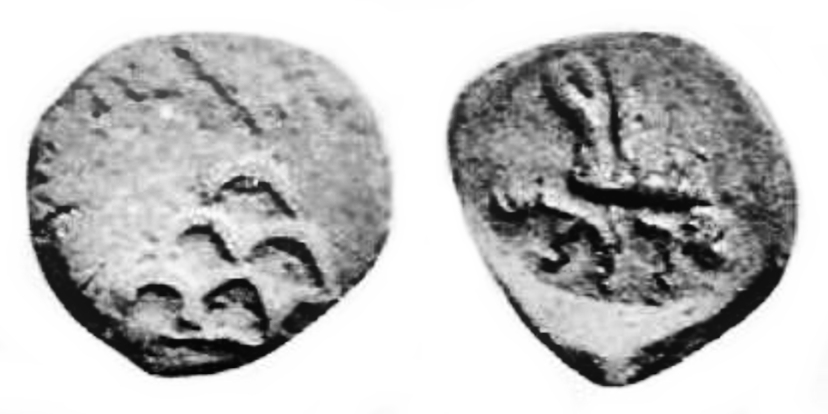
عملة أغاثوكليس . أوبف ستوبا يعلوها نجم، أسطورة خاروشتي أكاثوكرياسا " أغاثوكليس ". رمز القس النباتي و هيراناسامي(185-168 قبل الميلاد).
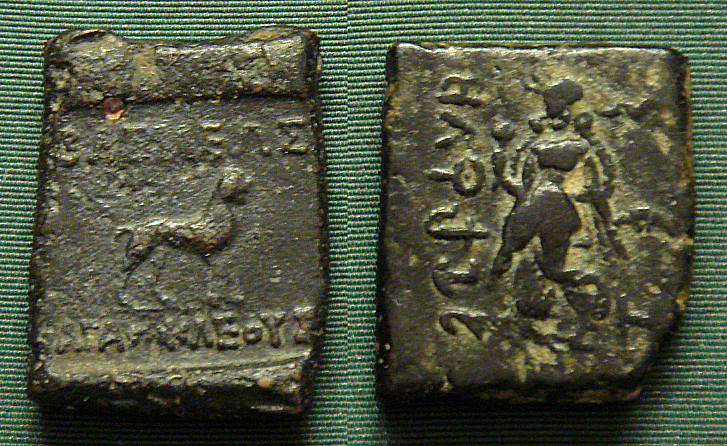
عملة هندية لأغاثوكليس ، مع أسد بوذي ولاكشمي
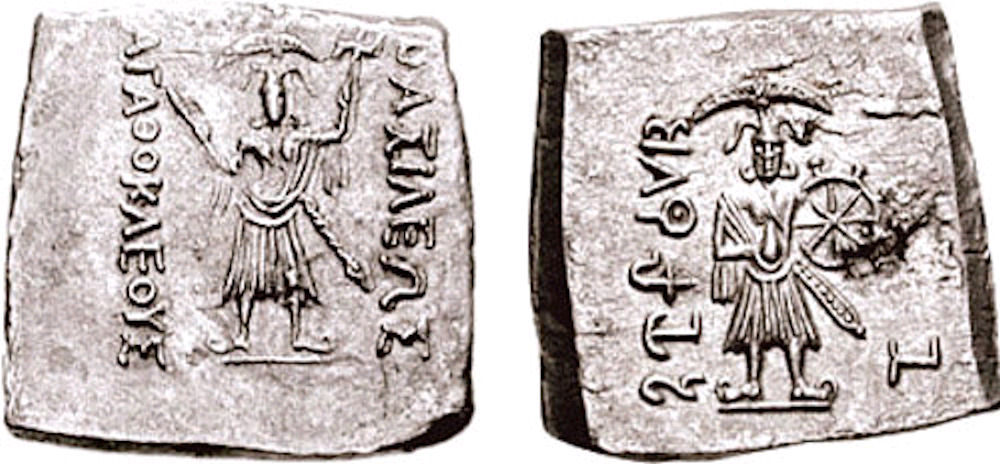
عملة أغاثوكليس مع الآلهة الهندوسية : فاسوديفا - كريشنا وبالاراما - سامكارشانا (وجدت في آي خانوم )

### سك العملات في عهد أودومباراس (القرن الأول قبل الميلاد)

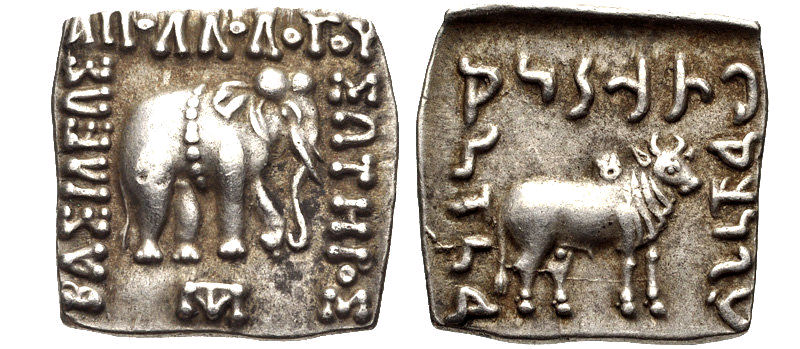
عملة أبولودوتوس الأول (180-160 قبل الميلاد)
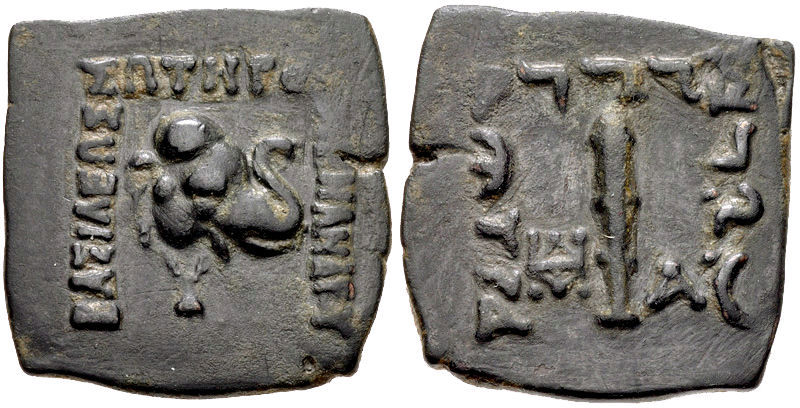
عملة ميناندر الأول (155-130 قبل الميلاد) عليها صورة فيل
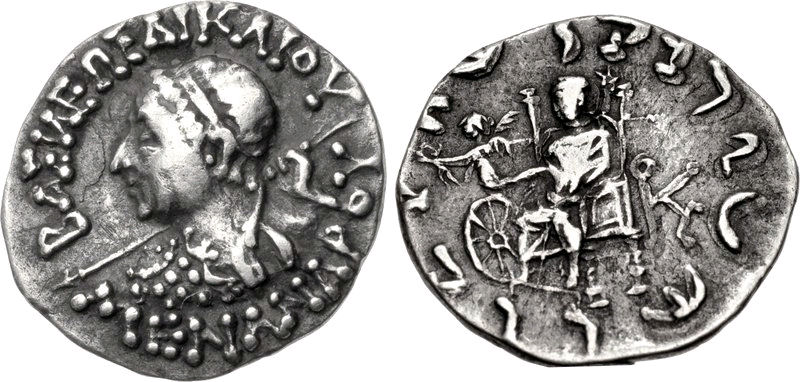
دراخم فضي لميناندر الثاني (95-80 قبل الميلاد) مع زيوس ونايكي يسلمان إكليل النصر إلى عجلة القانون
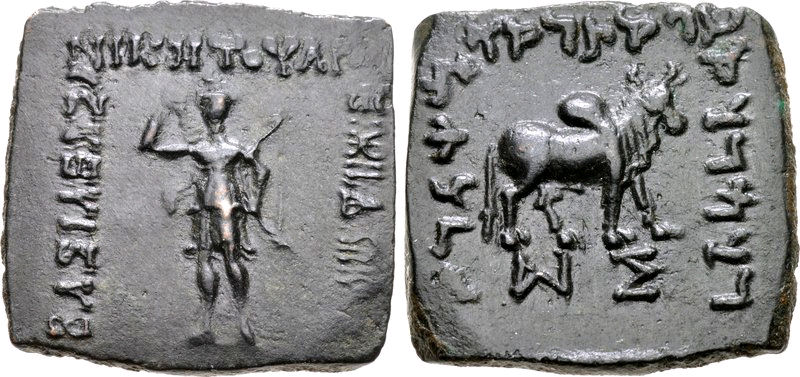
عملة أرتيميدوروس (85-80 قبل الميلاد)
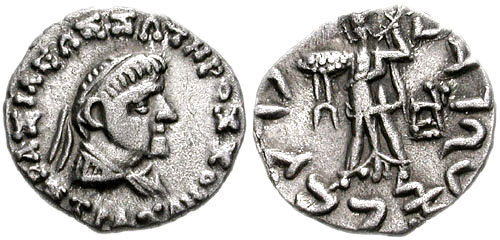
عملة آخر ملوك الهندو-يونان ستراتو الثاني (25 قبل الميلاد - 10 ميلادي)

### سك العملات في عهد اليودهايا (القرن الأول قبل الميلاد - القرن الثاني الميلادي)

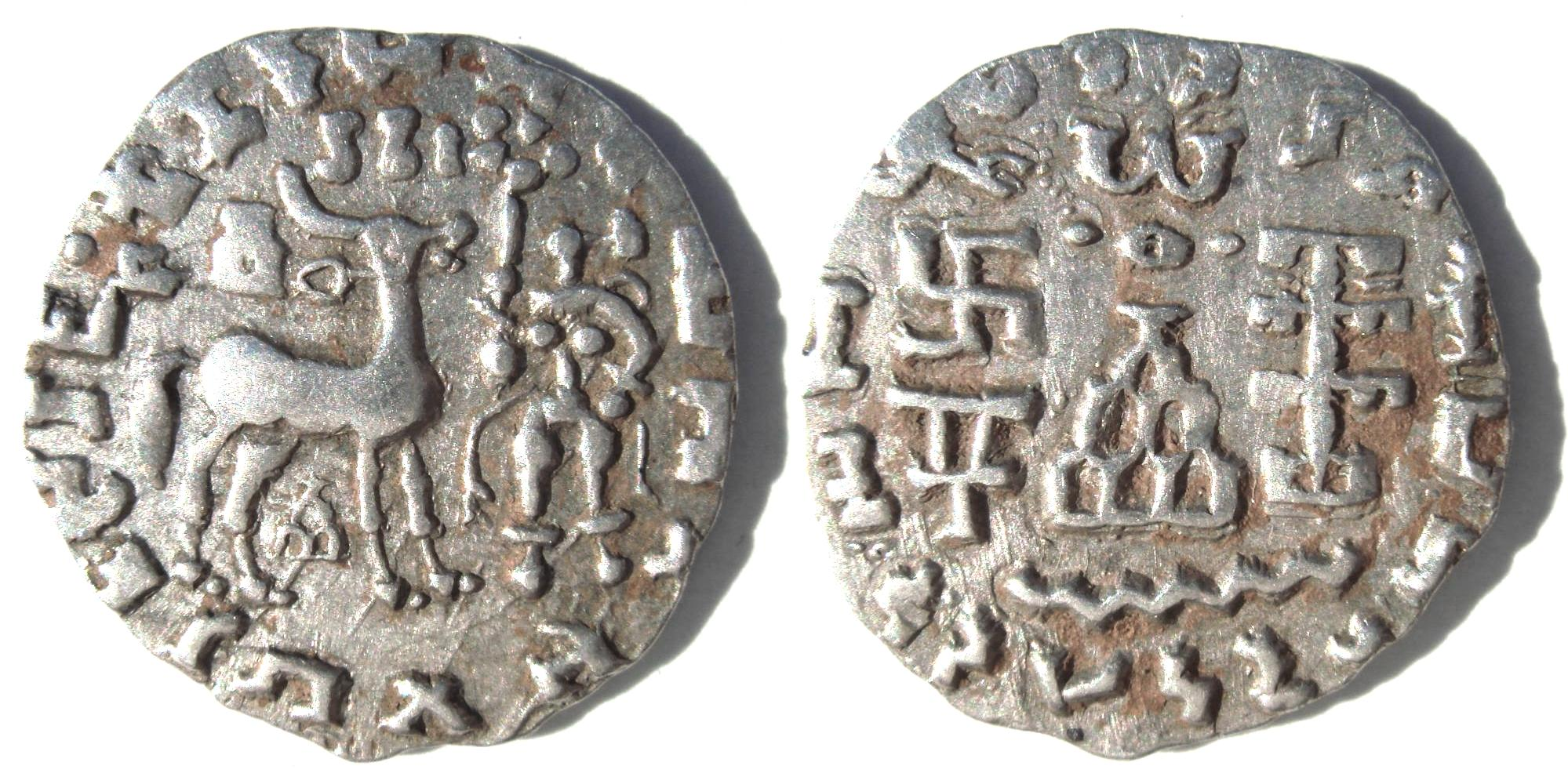
عملة فضية من مملكة كونيندا ، حوالي القرن الأول قبل الميلاد
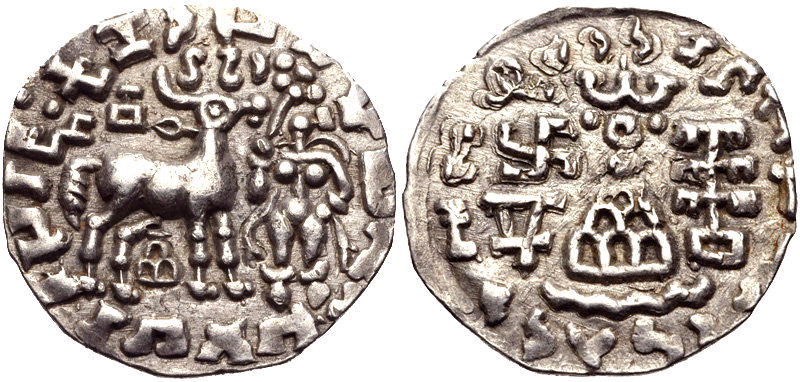
عملة كونيندا أخرى
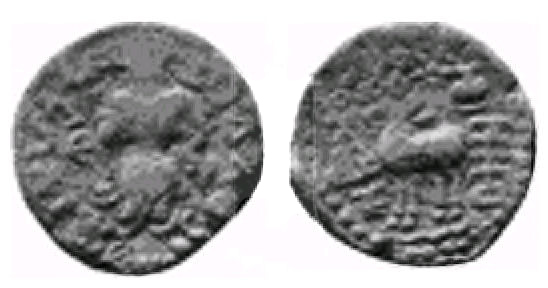
عملة الكونيندا

## الهنود السكيثيون، والهنود البارثيون، والكوشانيون

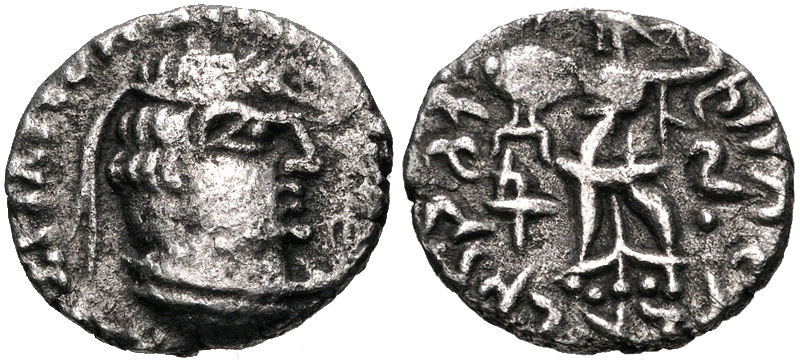
ساتراب راجوفولا الشمالي. الوجه. تمثال نصفي للملك والأسطورة اليونانية. القس أثينا ألكيديموس وأسطورة خاروشتي تشاتراباسا أبراتيهاتشاكراسا راجوفولاسا "المرزبان راجوفولا الذي لا يقاوم رمي القرص [شاكرا]". تم العثور على هذه العملات المعدنية بالقرب من سانكاسا على طول نهر الجانج وفي شرق البنجاب. ربما تم سكها في ساجالا. تشتق العملات المعدنية من أنواع العملات الهندية اليونانية من ستراتو الثانية.

استمر سك العملات الهندية اليونانية في غاندهارا لمدة قرنين تقريبًا حتى تولى سك العملات الهندية السكيثية والهندية البارثية واليويزهي (الكوشانيون في المستقبل) هذه المهمة.

وقد كانت عملاتهم المعدنية مستمدة بالكامل تقريباً من عملات الهندو-يونانيين بما في ذلك استخدام اللغة اليونانية على الوجه الأمامي حتى القرن الثاني الميلادي مع الملك الكوشاني كانيشكا أو حتى مع الحكام الغربيين لغاية القرن الرابع الميلادي.

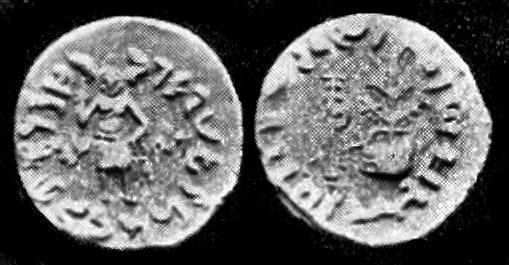
عملة داراغوشا، ملك آل أودومبارا، على الطراز الهندي اليوناني ، حوالي 100 قبل الميلاد
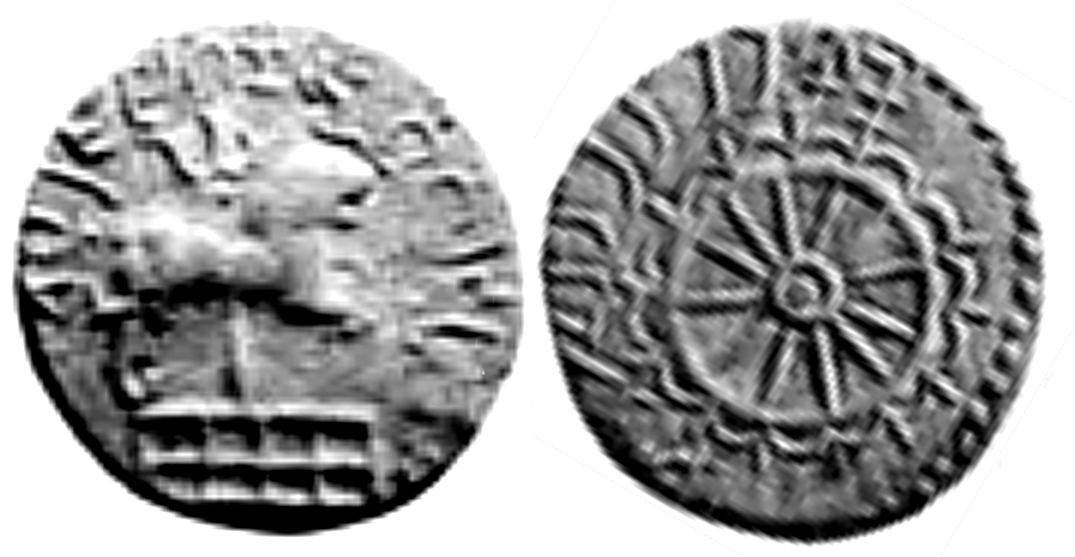
عملة فضية لـ "الملك فريشني " من أودومبارا
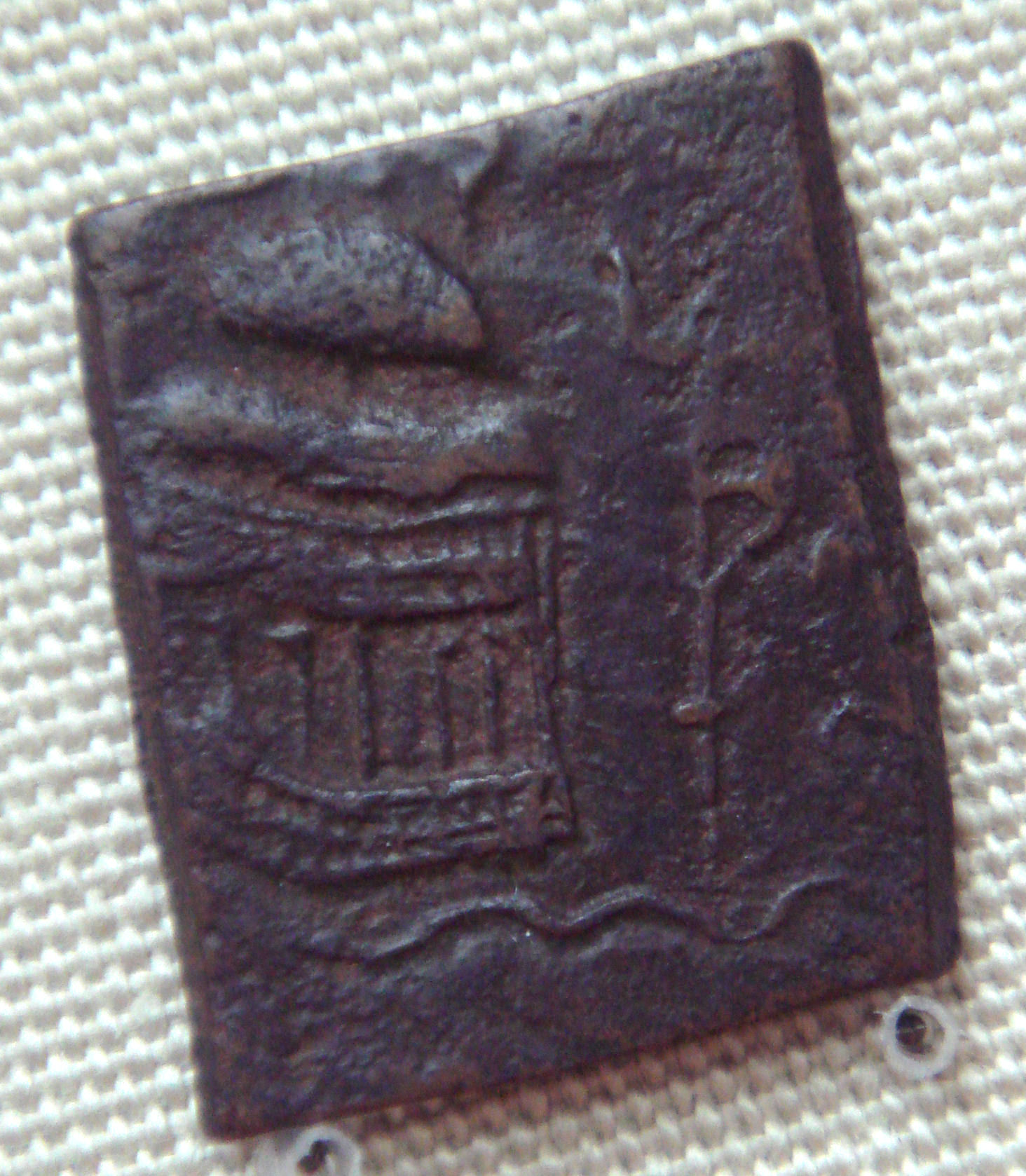
معبد شيفا مع لواء الرمح الثلاثي الشعب، ولاية أودومبارا، البنجاب ، القرن الأول قبل الميلاد

## شرق الهند: سك العملات لدى الشونغا
كانت إمبراطورية شونجا سلالة هندية جديدة أطاحت بإمبراطورية موريا وحلت محلها في شرق شبه القارة الهندية من حوالي 185 إلى 78 قبل الميلاد. حيث تأسست السلالة على يد بوشياميترا شونجا الذي اغتصب عرش الموريا. وكانت عاصمتها باتاليبوترا ولكن الأباطرة اللاحقين -مثل بهاجابهادرا- عقدوا أيضًا محكمة في بيسناجار (فيديشا الحديثة) في شرق مالوا.

كان النص المستخدم في الشونجا عبارة عن نوع مختلف من النص البراهيمي وقاموا باستخدامه لكتابة اللغة السنسكريتية. يُعتقد أن النص هو وسيط بين نصي موريا وكالينجا براهمي.

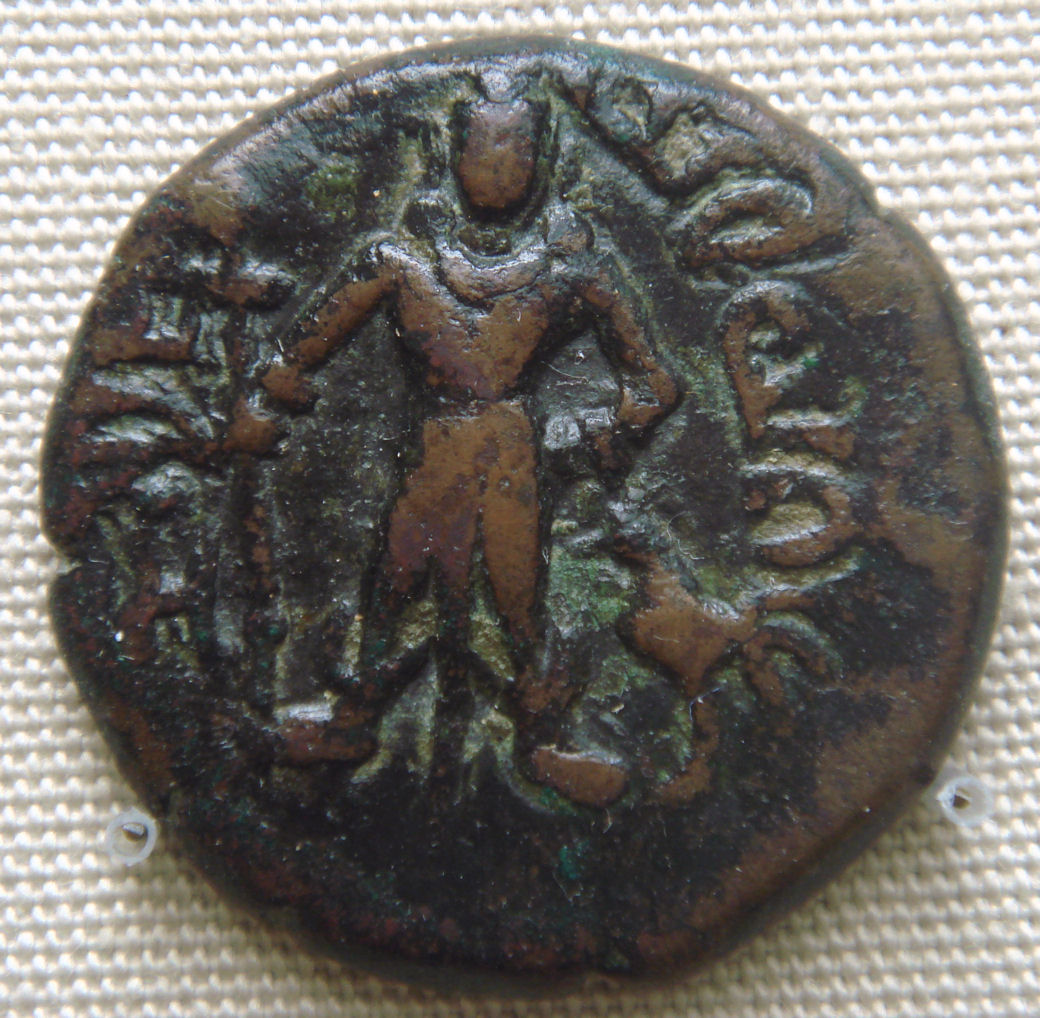
كومارا كارتيكيا مع فيل وديك ، عملة ياودياس (القرن الأول قبل الميلاد)
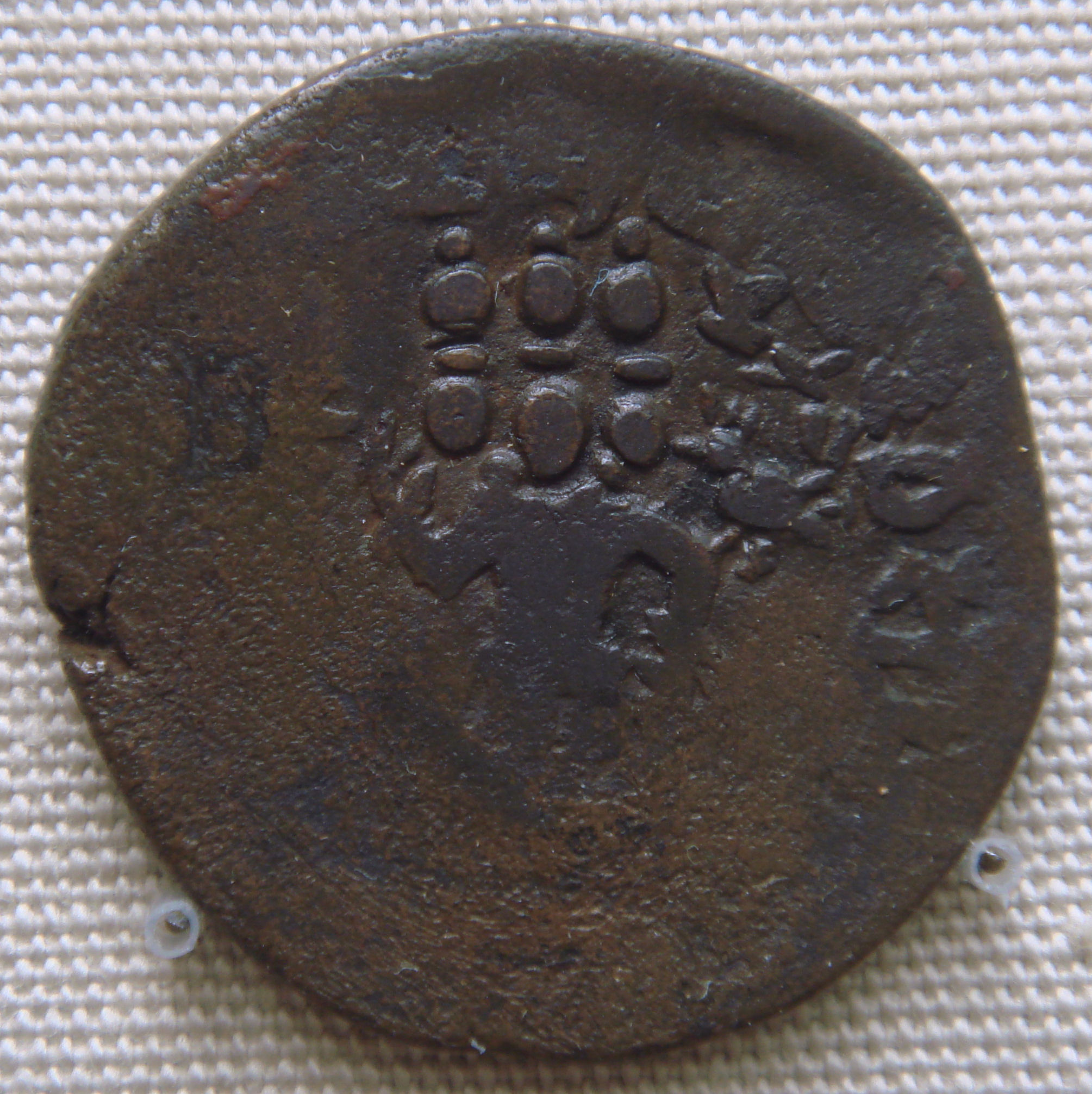
كارتيكيا بستة رؤوس على عملة ياوديا. المتحف البريطاني .
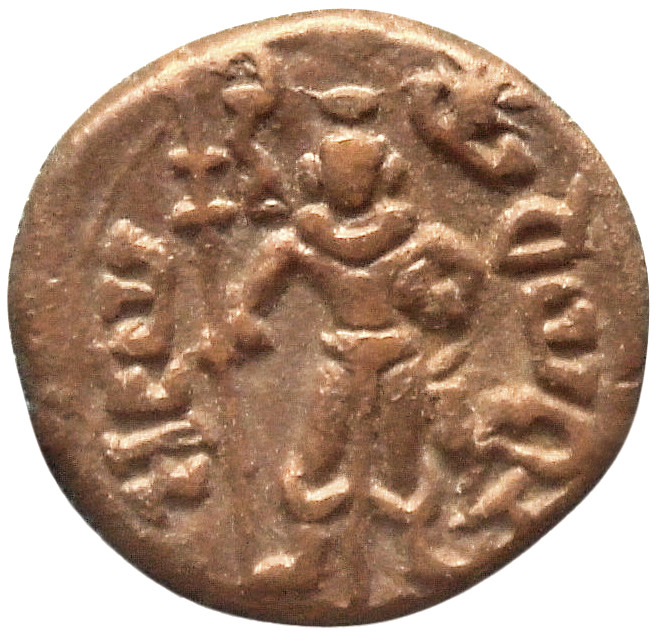
عملة ياودياس عليها صورة كومارا كارتيكيا (القرن الأول قبل الميلاد)
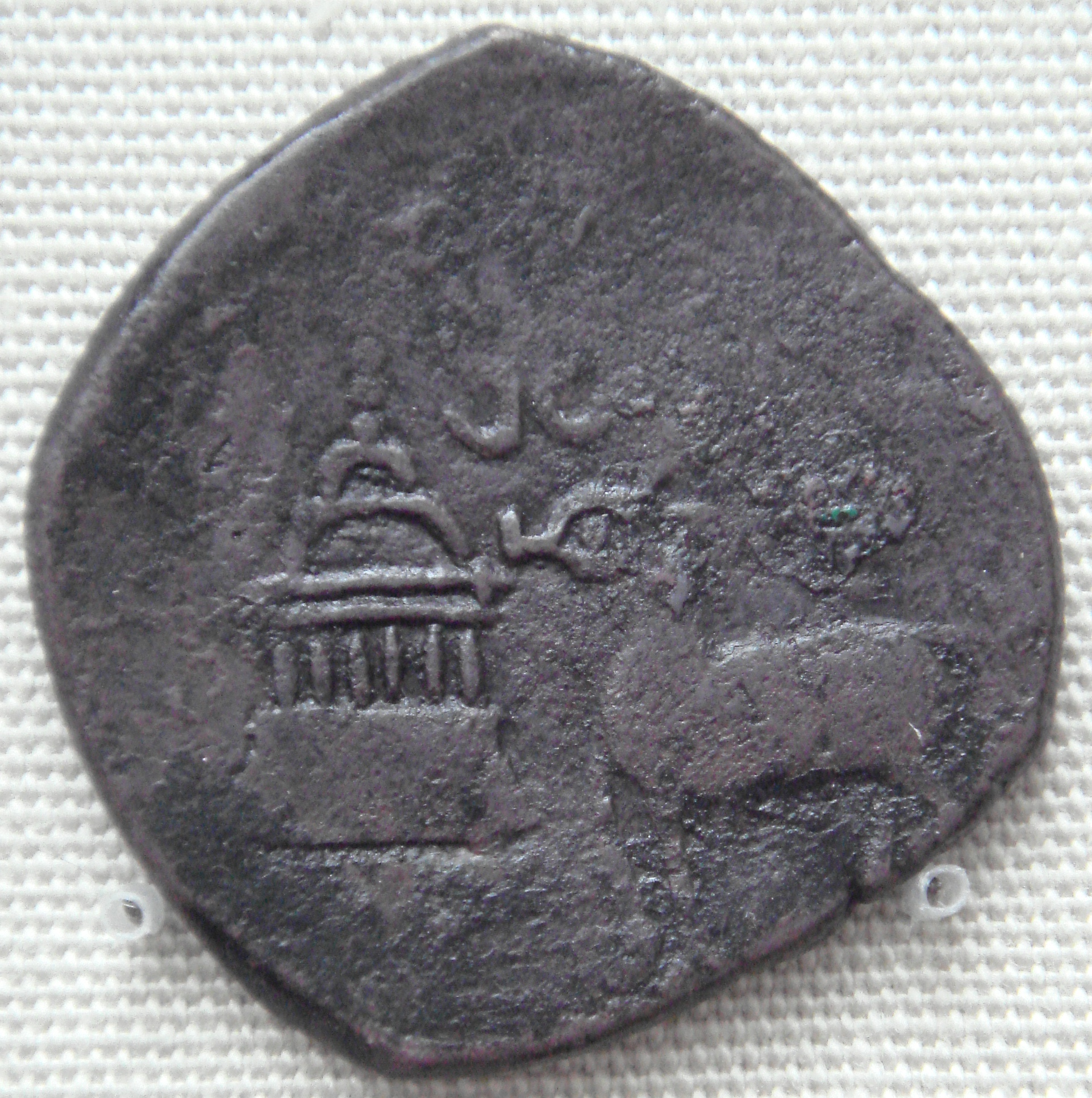
ضريح كارتيكيا مع ظبي. ياودهيا، البنجاب، القرن الثاني الميلادي

## وسط الهند: سك عملة ساتافاهانا

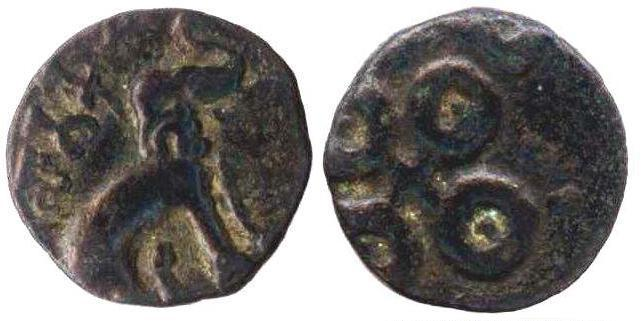
قضية ساتاكارني ، ماهاراشترا – نوع فيداربها (القرن الأول قبل الميلاد)

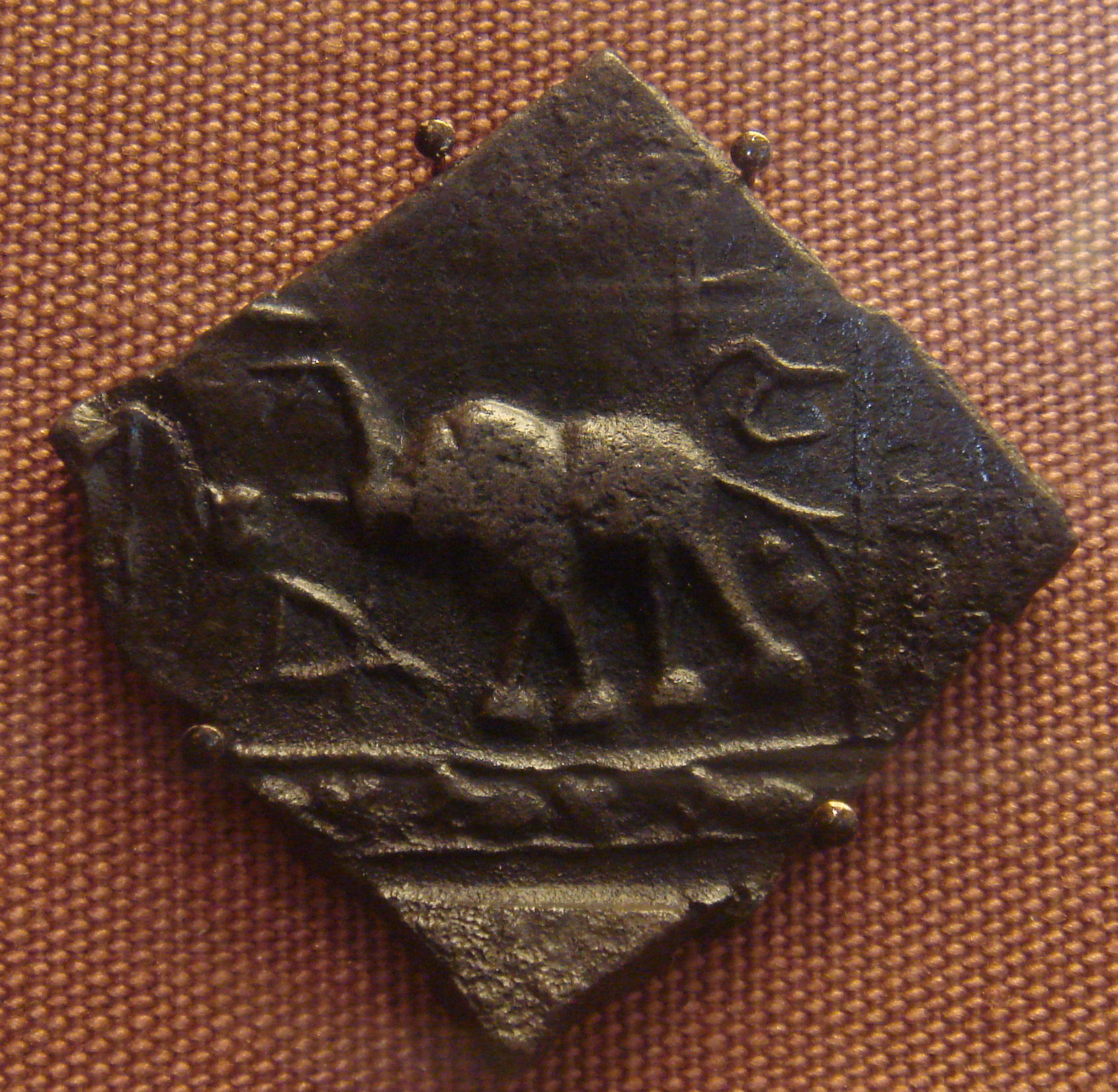
عملة ساتافاهانا من القرن الأول قبل الميلاد منقوشة بالبراهمي: "(ساتاكا) نيسا". المتحف البريطاني.

في البداية أصدر الساتافاهاناس تصاميم بسيطة نسبيًا. وتظهر عملاتهم المعدنية أيضًا رموزًا تقليدية مختلفة مثل الفيلة والأسود والخيول والستوبا (المعابد البوذية) بالإضافة إلى "رمز أوجاين" وهو صليب به أربع دوائر في النهاية.
وفي وقت لاحق -أي في القرن الأول أو الثاني الميلادي- أصبح الساتافاهاناس من أوائل الحكام الذين أصدروا عملات معدنية خاصة بهم كما تحمل صور حكامهم -بدءاً من الملك غوتاميبوترا ساتاكارني- وهي ممارسة مستمدة من ممارسة الساتراب الغربيين الذين هزمهم والتي نشأت بدورها مع ملوك الهندو-يونانيين في الشمال الغربي.
تعطي عملات ساتافاهانا مؤشرات فريدة فيما يتعلق بالتسلسل الزمني واللغة وحتى ملامح الوجه (الشعر المجعد والأذنين الطويلتين والشفاه القوية). بحيث أصدروا بشكل رئيسي عملات معدنية من الرصاص والنحاس وكانت عملاتهم الفضية ذات الطراز البورتريه تُسك في كثير من الأحيان فوق عملات ملوك كشاترابا الغربيين.

استخدمت أساطير العملات الخاصة بساتافاهاناس، في جميع المناطق وجميع الفترات، لهجة براكريت دون استثناء. توجد بعض أساطير العملة العكسية باللغة التاميلية واللغة التيلجو، والتي يبدو أنها كانت قيد الاستخدام في موطنهم المجاور لجودافاري وكوتيلينجالا وكاريمناجار في تيلانجانا وكريشنا وأماراتي وجونتور في أندرا براديش. 

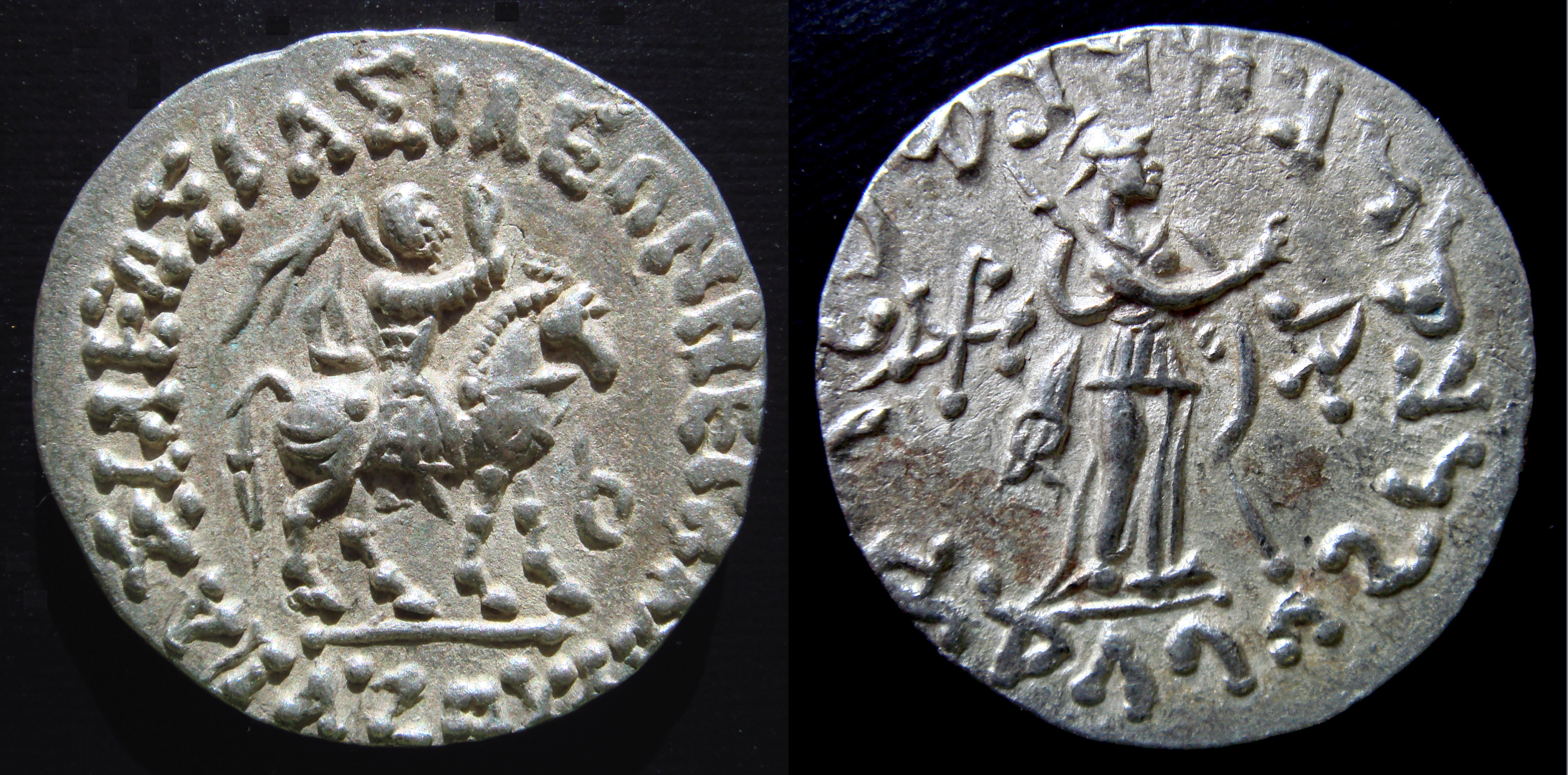
عملة حاكم الهندو-سكيثيا آزيس الثاني
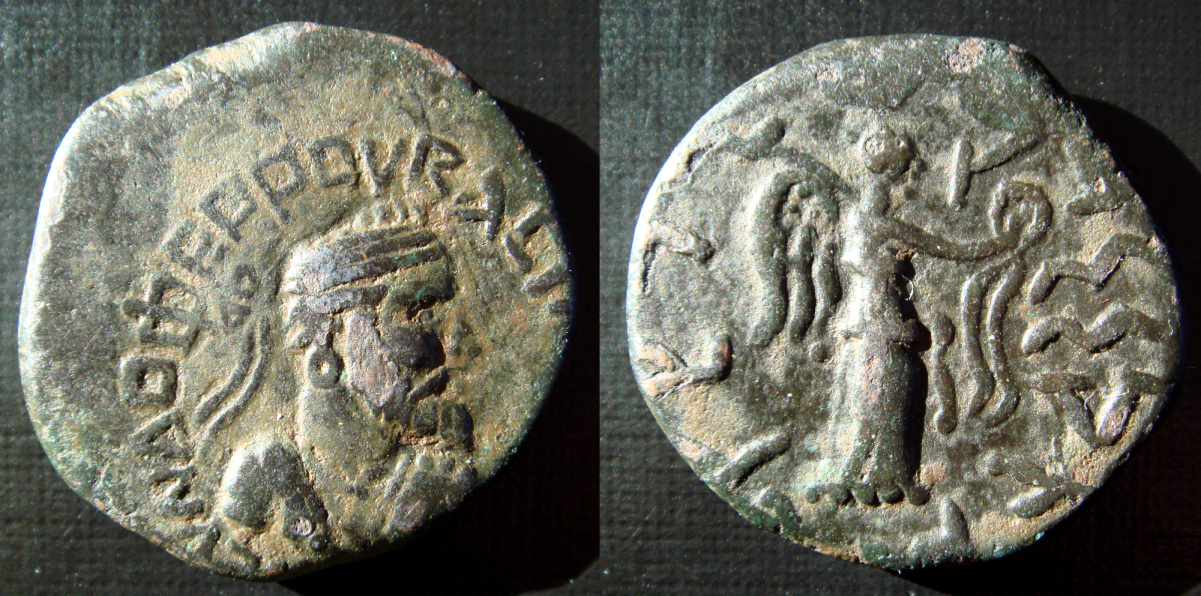
عملة حاكم الهندو-بارثي غوندوفاريس
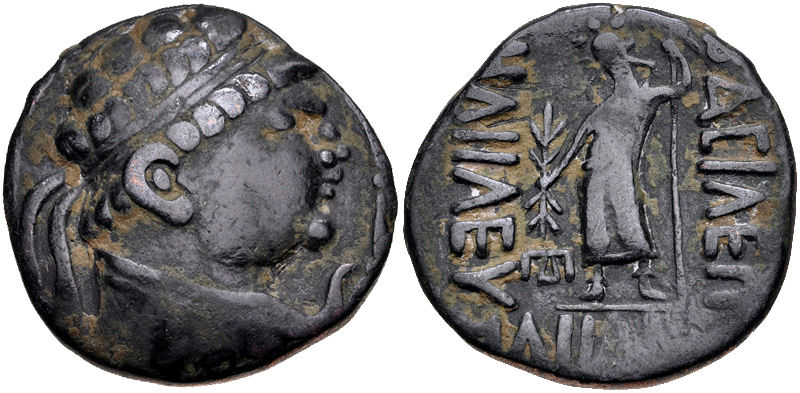
نسخة يوزهي من عملة الملك اليوناني البختري هيليوكليس
Coin of Kushan ruler Vima Kadphises with Greek legendعملة حاكم كوشان فيما كادفيسس مع أسطورة يونانية

## جنوب الهند

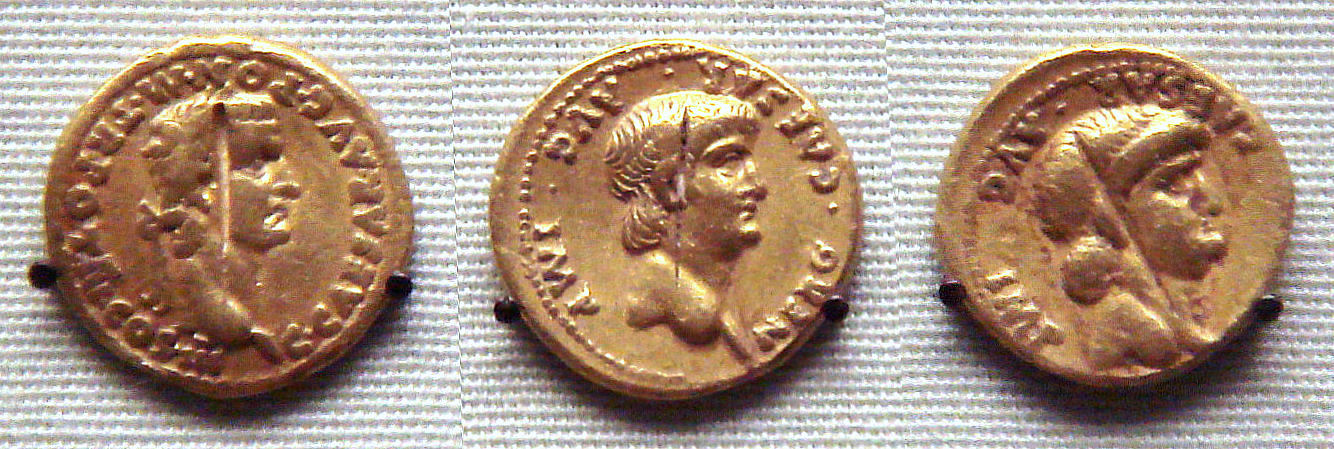
عملات ذهبية رومانية تم اكتشافها في بودوكوتاي ، الهند. عملة واحدة لكاليجولا (37-41م)، وعملتان لنيرون (54-68م). المتحف البريطاني.

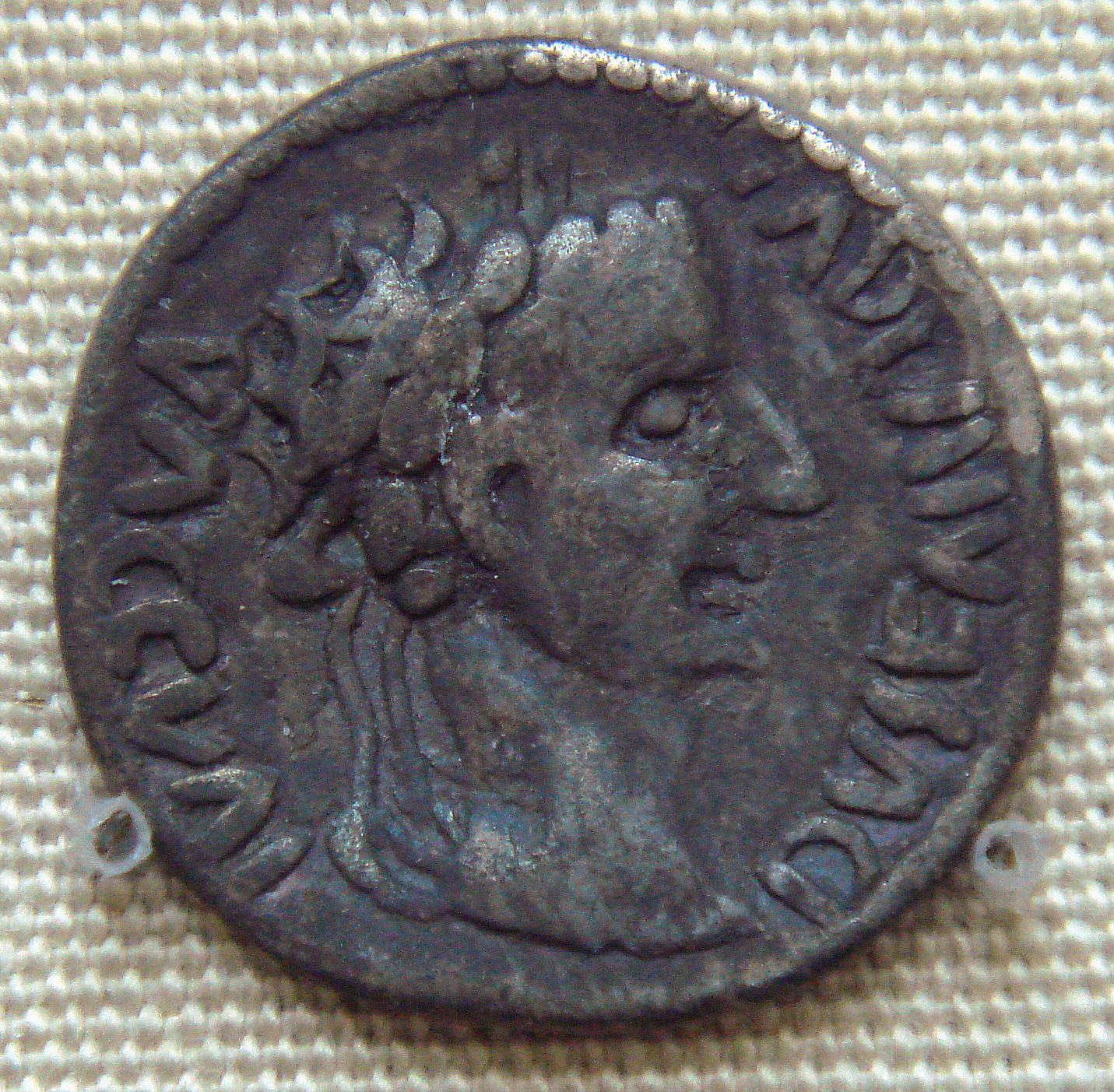
تقليد هندي من القرن الأول الميلادي لعملة أغسطس، المتحف البريطاني

اكتشف العديد من كنوز العملات الذهبية الرومانية من عهد أغسطس وأباطرة القرنين الأول والثاني الميلاديين في الهند معظمها ولكن ليس حصريًا من جنوب الهند. عثر على عدد كبير من العملات الرومانية أوري وديناري من عهد أغسطس إلى نيرون والتي يعود تاريخها إلى ما يقرب من 120 عامًا على طول الطريق من حوالي مانغلور عبر منطقة موزيريس وحول الطرف الجنوبي من الهند إلى الموانئ الهندية الجنوبية الشرقية. كانت هذه العملات الرومانية متداولة في جنوب الهند لفترة طويلة.

## المراجع

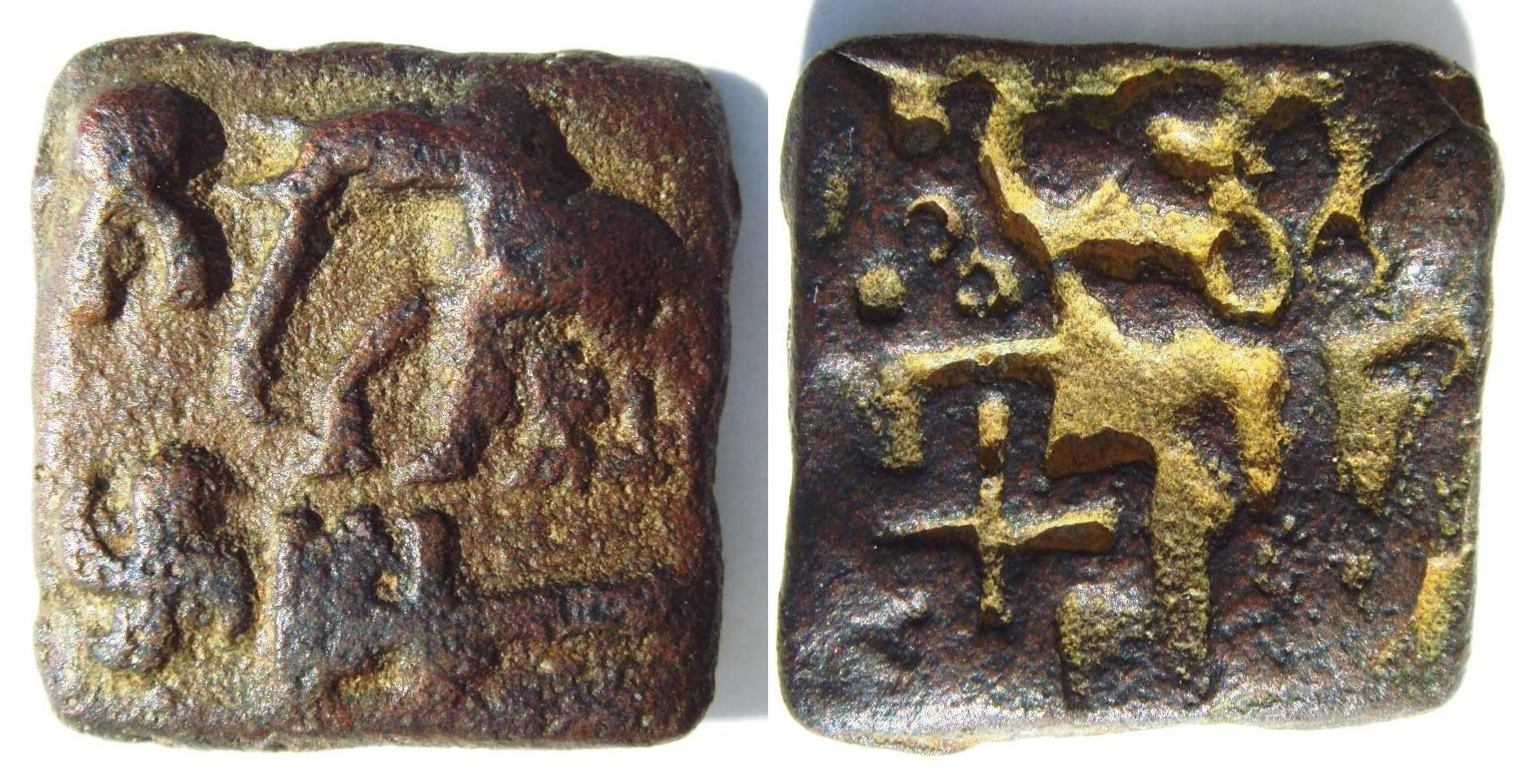
عملة برونزية من فترة سونغا، شرق الهند. القرن الثاني إلى الأول قبل الميلاد.
عملة سونجا أخرى
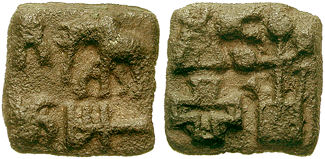
عملة سونجا حوالي 150 قبل الميلاد – 100 م

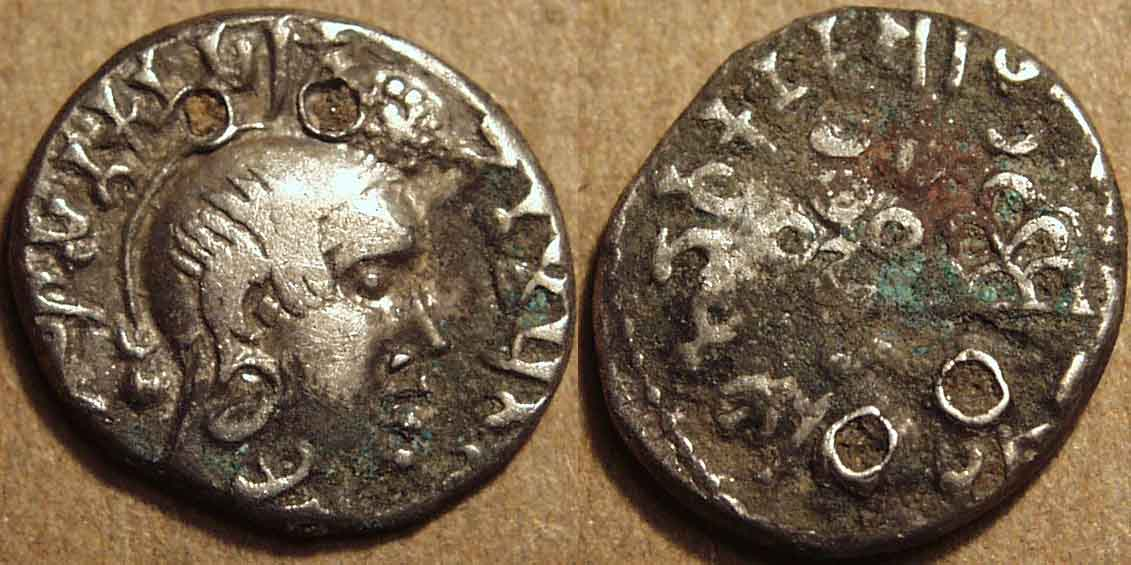
عملة غوتاميبوترا ياجنا ساتاكارني (r. 167 - 196 م)
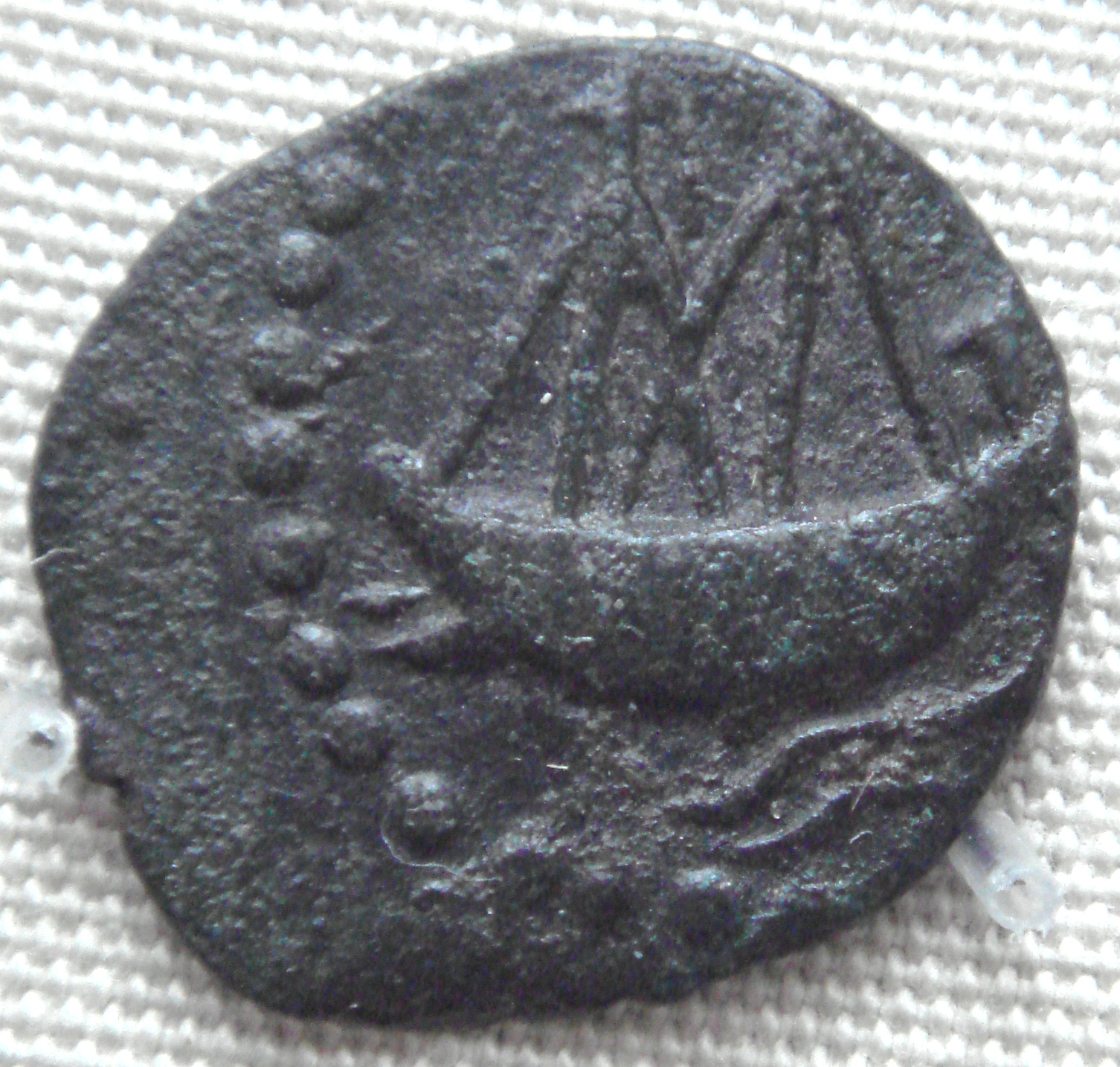
سفينة هندية على عملة معدنية من رصاص فاسيثبوترا سري بولامافي، شهادة على القدرات البحرية والتجارية والبحرية للساتافاهاناس خلال القرنين الأول والثاني الميلاديين